# 古川武士
古川 武士（ふるかわ たけし、1977年3月20日 - ）は、日本の著述家、経営者。「習慣化コンサルタント」として、執筆・コンサルティングを行っている。
元々、コーチングを生業にしていたが、「続かない」ことがテーマだと考え、根性や性格ではなく、技術で続けるメソッドを開発。

## 略歴
- 大阪府に生まれる。
- 関西大学経済学部　卒業。
- 2003年：日立製作所勤務。
- 2007年：ビジネスコーチとして独立。
- 2010年：習慣化コンサルティング株式会社に社名変更。
- 2016年：中国で６０００名規模の習慣化講演を成功させる。

## 著作

### 単著
- 『30日で人生を変える「続ける習慣」』日本実業出版社、2010年
- 『人生を絶対に後悔しない「やりたいこと」が見つかる３つの習慣』日本実業出版社、2011年
- 『「やりたいこと」が見つかる3つの習慣』日本実業出版社、2011年／〔文庫版〕大和書房、2016年
- 『マイナス思考からすぐに抜け出す9つの習慣』ディスカヴァー・トゥエンティワン、2012年
- 『人生を決める「成長スイッチ」をONにする！――1年前と変わっていないあなたへ』PHP研究所、2013年
- 『新しい自分に生まれ変わる「やめる習慣」』日本実業出版社、2013年
- 『ストレス・フリーの人生をつくる9つの習慣』ディスカヴァー、2014年
- 『７つの心のブレーキを外せばうまくいく「すぐやる習慣』朝日新聞出版、2014年
- 『力の抜きどころ――劇的に成果が上がる、2割に集中する習慣』ディスカヴァー・トゥエンティワン、2014年
- 『人生の主導権を取り戻す「早起き」の技術』大和書房、2015年
- 『なぜ、あなたは変われないのか？』かんき出版、2016年

### 共著
- （ジェイソン・ダーキー共著）『無理なく続く英語学習法』日本実業出版社、2012年
- （みつく作画）『マンガでわかる「続ける」習慣』日本実業出版社、2016年
- （みつく作画）『マンガでわかる「やめる」習慣』日本実業出版社、2016年

## 主なメディア出演
- TOKYOガルリ（テレビ東京）